# Воронківці
Воронкі́вці — село в Україні, у Старокостянтинівській міській громаді Хмельницького району Хмельницької області. Населення становить 858 осіб. До 2020 орган місцевого самоврядування — Григорівська сільська рада.

## Історія
7 (20) листопада 1917 року, відповідно до.Третього Універсалу Української Центральної Ради, увійшло до складу Української Народної Республіки.
12 червня 2020 року, відповідно до розпорядження Кабінету Міністрів України № 727-р «Про визначення адміністративних центрів та затвердження територій територіальних громад Хмельницької області», увійшло до складу Старокостянтинівської міської громади.
19 липня 2020 року, після ліквідації Старокостянтинівського району, село увійшло до Хмельницького району.

## Населення
- 1131 ос. (2001)

### Мова
Розподіл населення за рідною мовою за даними перепису 2001 року:
| Мова       | Кількість | Відсоток |
| ---------- | --------- | -------- |
| українська | 1107      | 97.88 %  |
| російська  | 17        | 1.50 %   |
| вірменська | 6         | 0.53 %   |
| білоруська | 1         | 0.09 %   |
| Усього     | 1131      | 100 %    |

## Інфраструктура
У селі розташована Свято-Михайлівська Церква Православної церкви України.
В селі є клуб, школа, поряд — став на річці Случ. На млині, перша згадка про який датується 1865 роком, досі виробляється жорнове борошно (хоча тепер на новому обладнанні).
На території села розташована свиноферма «Подільський бекон».
Неподалік від села розташований Воронковецький гідрологічний заказник.

## Галерея

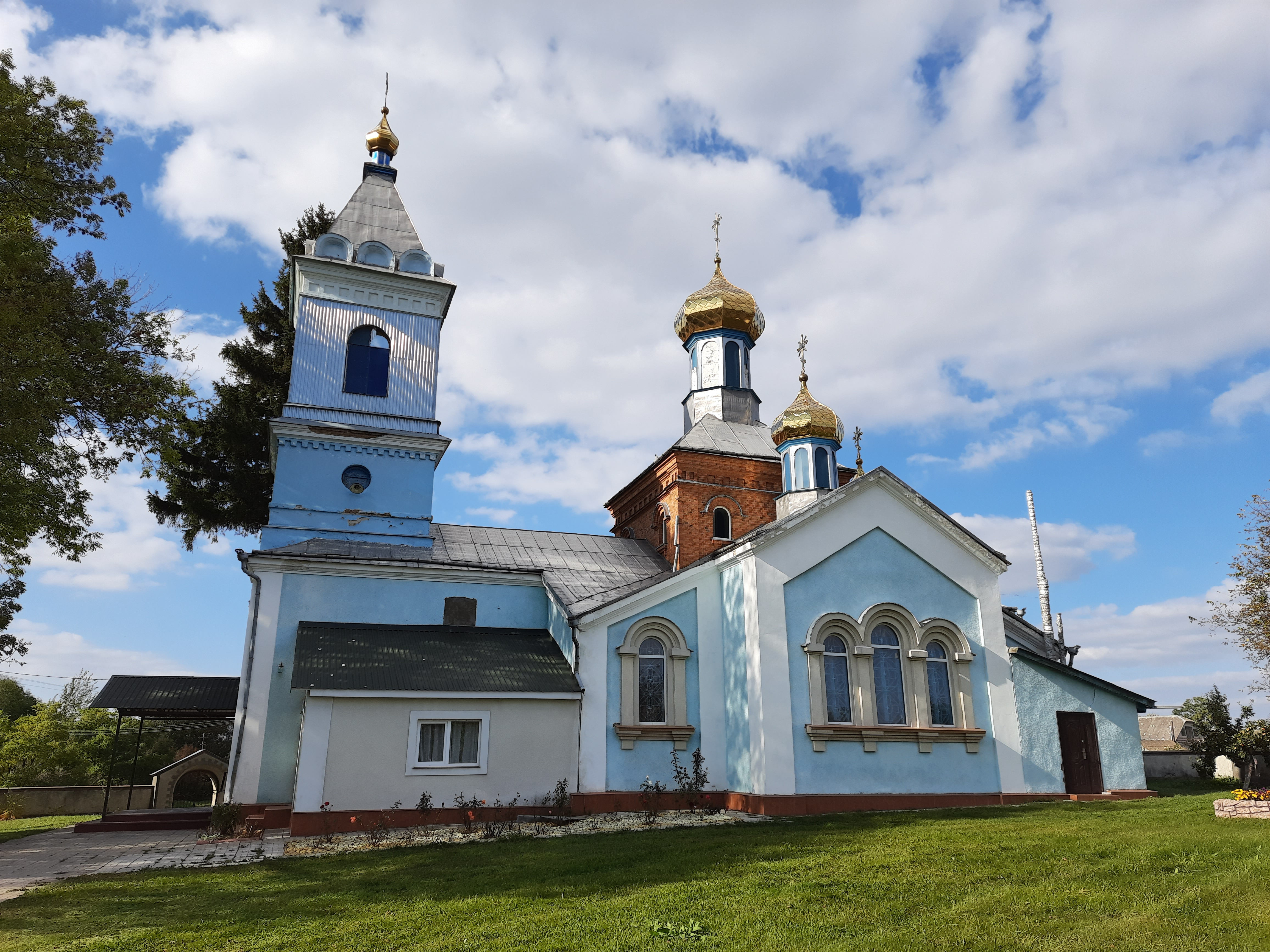
Свято-Михайлівська церква
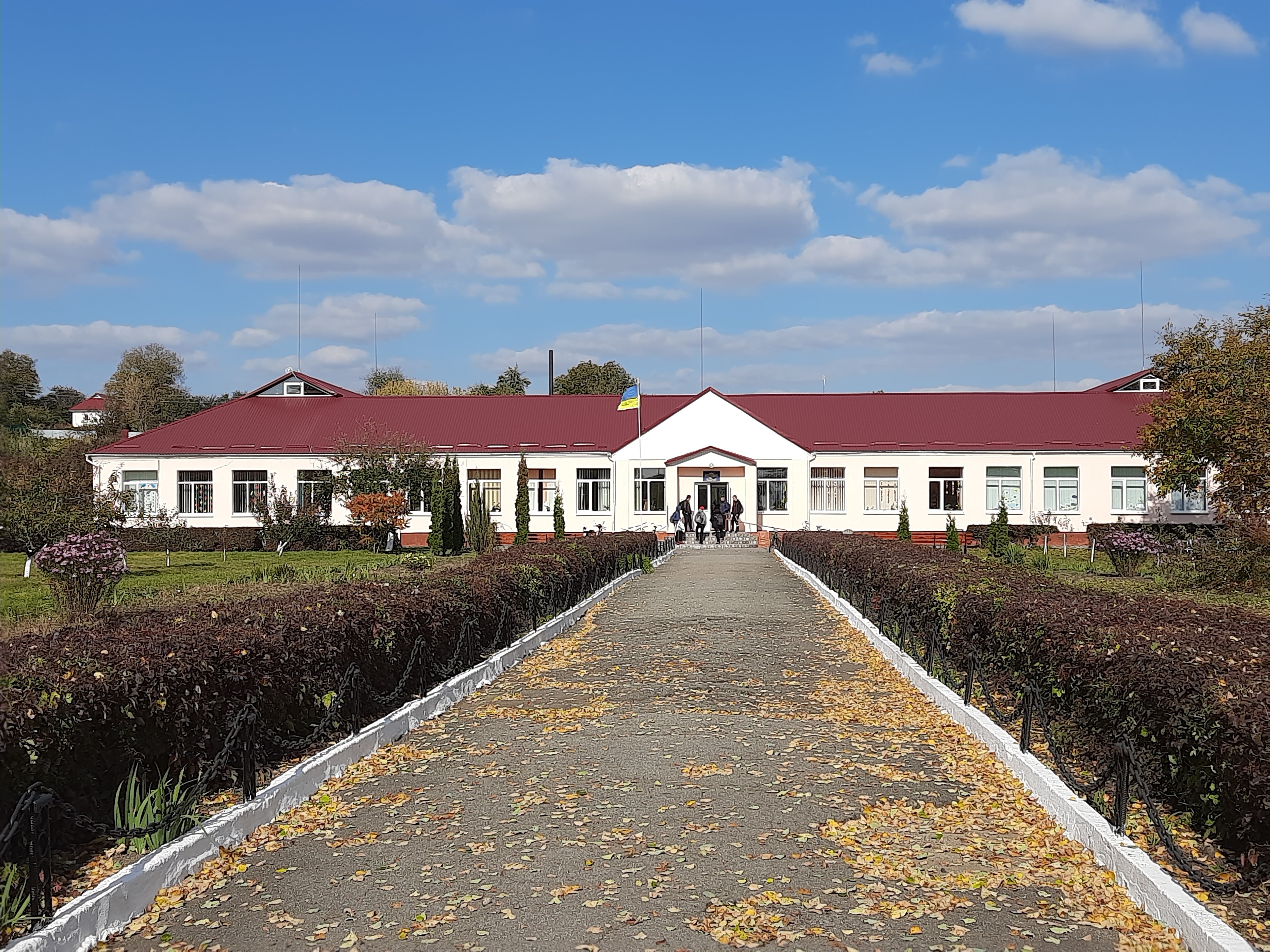
Школа
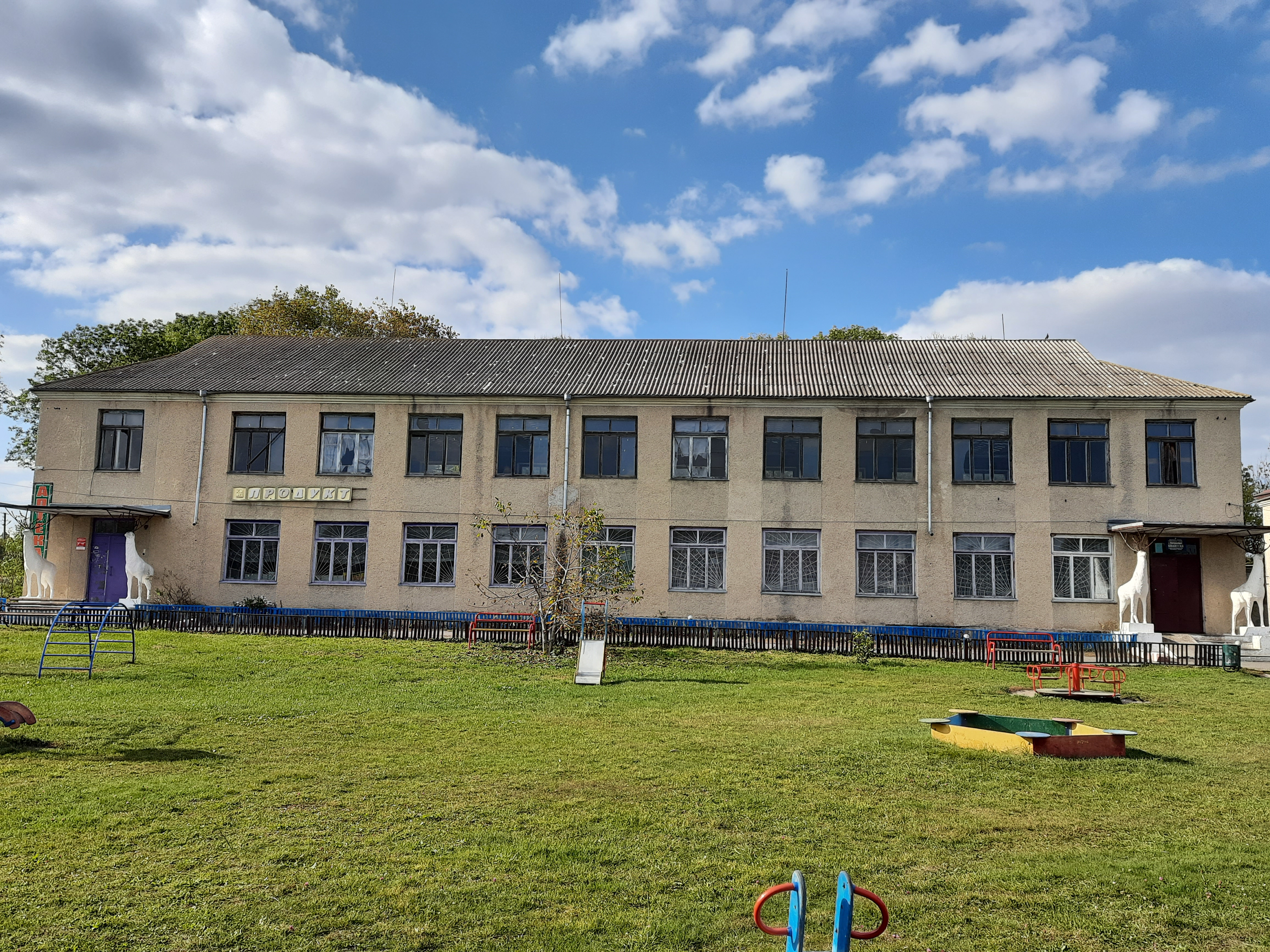
Торговий центр
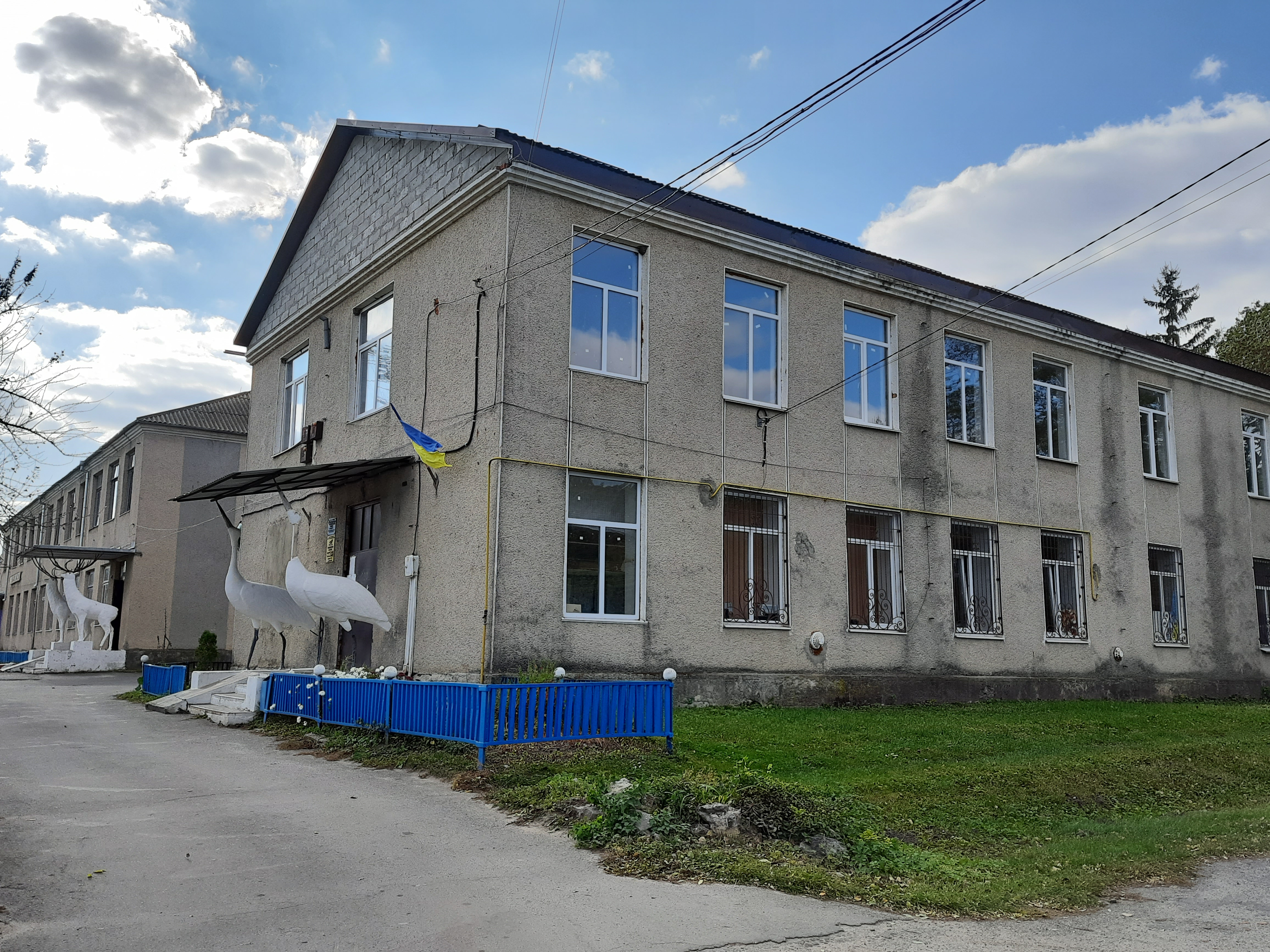
Пошта, відділення зв'язку
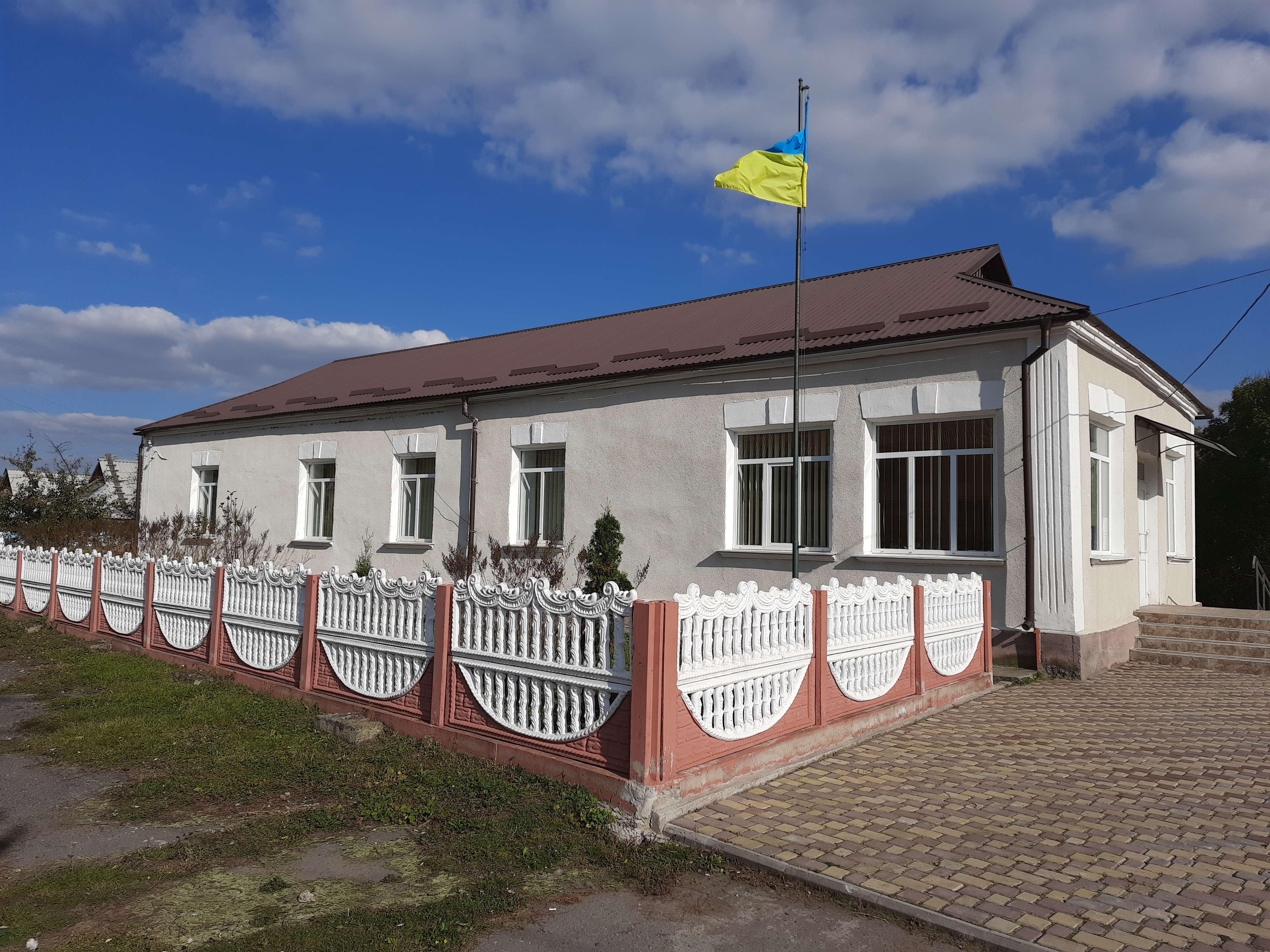
Старостат
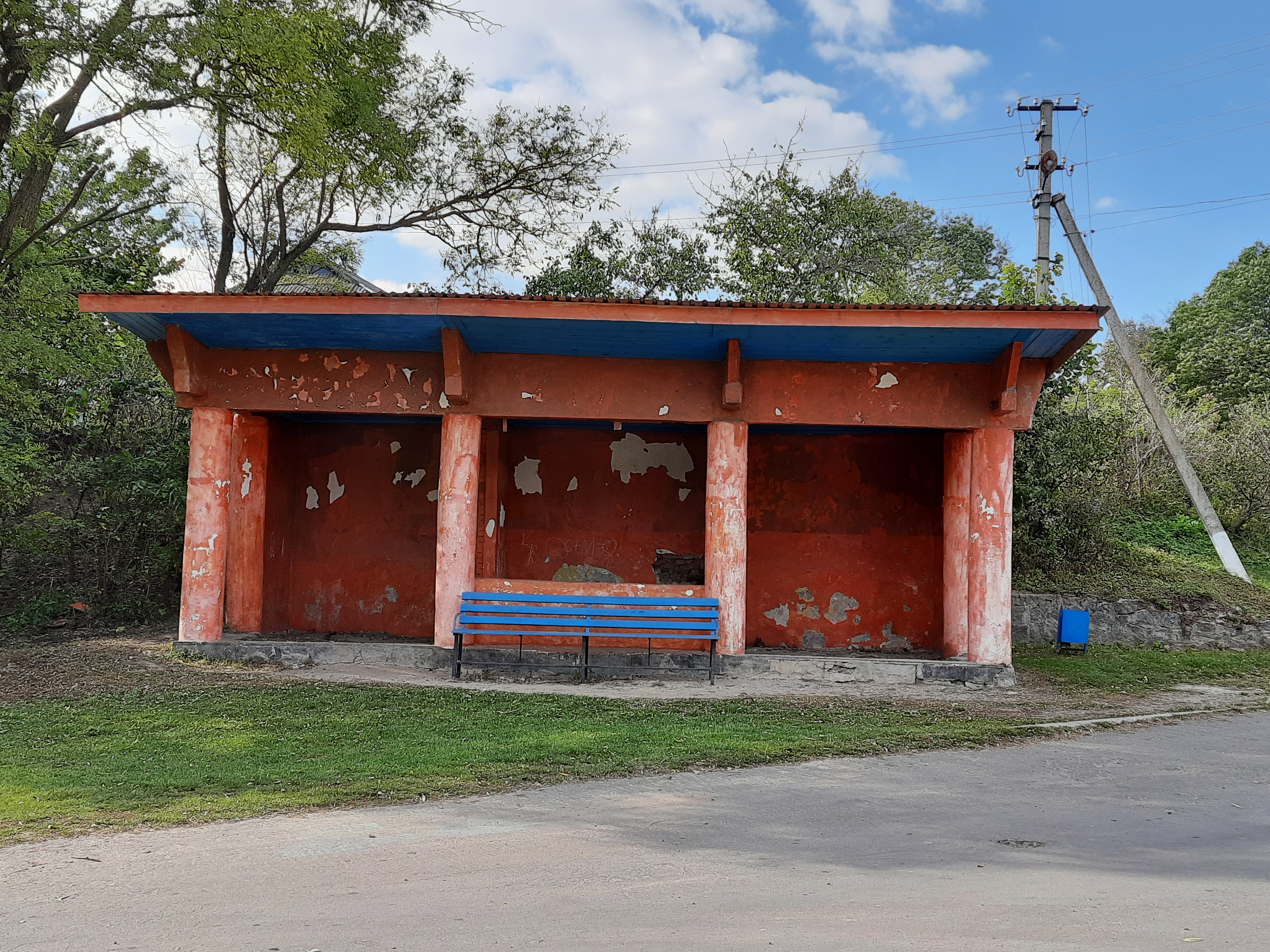
Автобусна зупинка
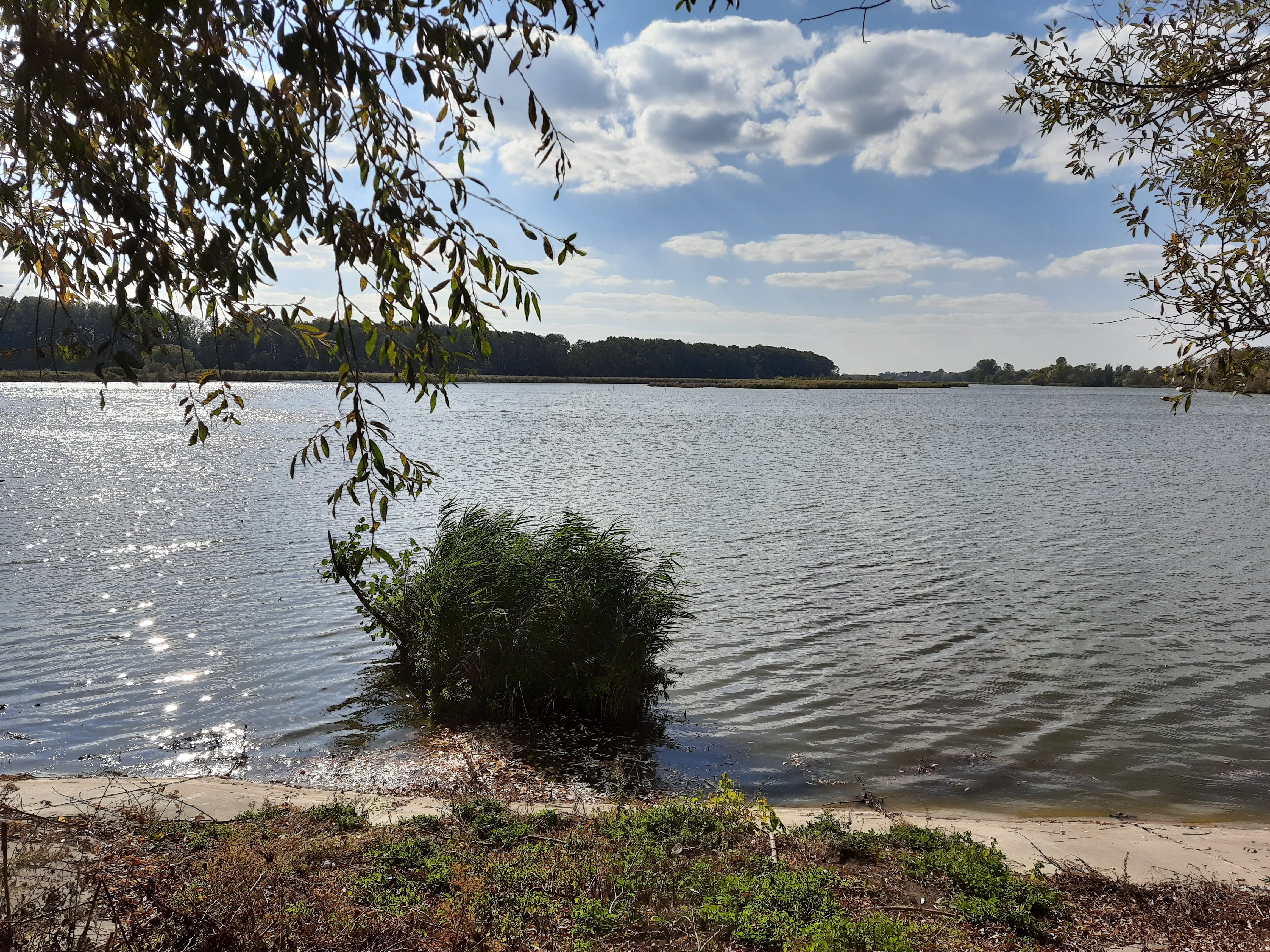
Став біля села
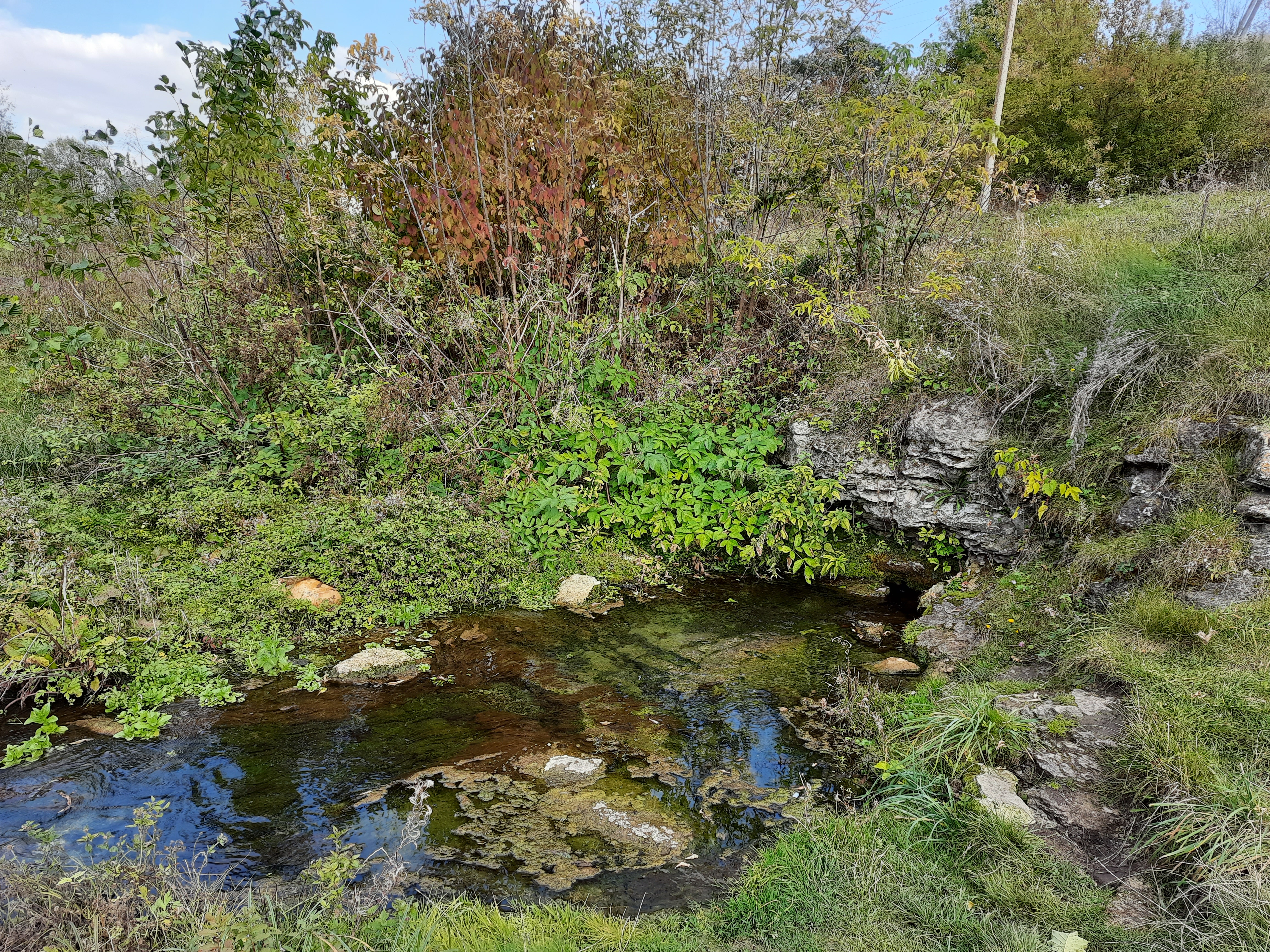
Джерело